# エンカレッジ・コンサート
エンカレッジ・コンサートは、宝塚歌劇団の公演形態のひとつである。

## 歴史
宙組初代トップスター姿月あさとが退団を届け出るに当たり、「可能性を持ちながらも歌唱力を発揮するチャンスが限られがちな若手に発表の場を提供し、勇気と自信を与えてあげてほしい」と歌劇団サイドに提案したことが始まりである。
公演で歌われた歌やミュージカルなどの曲を、各組の選抜メンバーが歌い継いでいく発表会形式のコンサートである。

## 公演一覧

### 2001年・花組
2001年1月20〜21日、宝塚バウホールにて公演。構成・演出：岡田敬二　音楽監督・指揮：吉崎憲治
出演：（花組）渚あき・幸美杏奈・高翔みず希・真丘奈央・眉月凰・歌花由美・絵莉千晶・彩吹真央・真竹すぐる・舞風りら・悠真倫・ふづき美世・彩風蘭・壮一帆・彩乃かなみ・仙堂花歩
第1部
- ワンボイス ：「グッバイ・メリー・ゴーランド」より（全員）
- ラ・ノスタルジー ：「ラ・ノスタルジー」より（高翔）
- イントロダクション　：喜歌劇「微笑みの国」より（仙堂）
- エル・アモール ：「哀しみのコルドバ」より（幸美・真丘・絵莉）
- ひまわりの歌　：「哀しみのコルドバ」より（絵莉）
- 心はいつも ：「パパラギ」より（ふづき）
- 愛の祈り ：「西海に花散れど」より（眉月）
- 花占い ：「天使の微笑・悪魔の涙」より（彩風）
- 君はマグノリアの花の如く ：「風と共に去りぬ」より（真竹）
- 白い花がほほえむ ：「ラムール・ア・パリ」より（舞風）
- 心の翼 ：「テンダーグリーン」より（悠真）
- 私だけに ：「エリザベート」より（渚）
- 闇が広がる ：「エリザベート」より（彩吹・壮）
- マダム・ヴォルフのコレクション ：「エリザベート」より）（彩乃）
- ダイヤモンドの歌 ：歌劇「ホフマン物語」より（歌花）
- この世にただ一つ ：「心中 恋の大和路」より（彩吹）

第2部
- ドリーム ：「足ながおじさん」より（幸美・真丘・彩吹・真竹・悠真・仙堂）
- Me and My Girl ：「ミー・アンド・マイガール」より（壮）
- ロミオとジュリエット ：「ロミオとジュリエット」より（仙堂）
- 一度ハートを失ったら ：「ミー・アンド・マイガール」より（彩乃）
- ハバネラ ：歌劇「カルメン」より（真丘）
- ウィーン我が夢の街（絵莉）
- アンフォゲッタブル（高翔・舞風）
- グラナダ（悠真）
- I've never been in Love before ：「ガイズ・アンド・ドールズ」より（ふづき）
- メモリー ：「CATS」より（彩風）
- 見果てぬ夢 ：「ラ・マンチャの男」より（真竹）
- カタリ カタリ（歌花）
- 愛の旅立ち（眉月）
- 女神よ今夜だけ ：「ガイズ&ドールズ」より（高翔）
- If I Loved You ：「回転木馬」より（渚）
- Night and Day（彩吹）
- On My Own ：「レ・ミゼラブル」より（幸美）
- 全ての山の頂を目指して ：「サウンド・オブ・ミュージック」より（全員）

### 2001年・雪組
2001年4月13〜15日、宝塚バウホールにて公演。構成・演出：岡田敬二　音楽監督・指揮：吉崎憲治
出演：（雪組）美郷真也・美穂圭子・貴城けい・未来優希・愛耀子・すがた香・紺野まひる・舞坂ゆき子・天勢いづる・澪うらら・玲有希・安城志紀・麻樹ゆめみ・音月桂・貴船尚
第1部
- Wunderbar ：「キス・ミー・ケイト」より（全員）
- 未来へ ：「エクスカリバー」より（音月）
- アランチャ（貴船）
- 夢人 ：「ザ・レヴュー」より（麻樹）
- タヒチの歌 ：「南の哀愁」より（澪）
- 愛! ：「ポップ・ニュース!」より（すがた）
- 夜霧のモンマントル（玲）
- 万朶の桜（安城）
- 小さな花がひらいた ：「小さな花がひらいた」より（全員）
- サウンド・オブ・ミュージック ：「サウンド・オブ・ミュージック」より（舞坂）
- ジュテーム（天勢）
- 愛の歌 ：「皇帝と魔女」より（愛）
- もののふの詩 ；「メナムに赤い花が散る」より（未来）
- 夜のボート ：「エリザベート」より（美郷・美穂）
- 私だけに ：「エリザベート」より（紺野）
- 花風吹 ：「紫子」より　（貴城）

第2部
- スマイル（全員）
- This is the Moment ：「ジキル&ハイド」より（未来）
- I've got you under my skin（天勢）
- スターダスト（貴船）
- サマータイム（すがた）
- Ombra,mai,fu （澪）
- This moment （愛）
- いつかくる日の夢（貴城・紺野）
- 踊りあかそう ：「マイ・フェア・レディ」より（麻樹）
- 見上げてごらん夜の星を（舞坂。実父、坂本九の持ち歌）
- アベ・マリア（玲）
- 月夜歌聲 ：「月夜歌聲」より（音月・麻樹）
- Time to say goodbye （安城）
- Think of me （紺野・未来）
- At the Grand Hotel ：「グランドホテル」より（美郷）
- I Dreamed A Dream （美穂）
- そして今は（貴城）
- Climb Ev'ry Mountain ：「サウンド・オブ・ミュージック」より（全員）

### 2001年・月組
2001年7月6〜8日、宝塚バウホールにて公演。構成・演出：岡田敬二　音楽監督・指揮：吉崎憲治
出演：（月組）美々杏里・嘉月絵理・穂波亜莉亜・北嶋麻実・大樹槙・霧矢大夢・瀧川末子・花瀬みずか・西條三恵・楠恵華・叶千佳・研ルイス・椎名葵・北翔海莉
第1部
- 'S Wonderful ：「パリの恋人」より（全員）
- アマール・アマール ：「ノバ・ボサ・ノバ」より（研）
- イヴのテーマ ：「螺旋のオルフェ」より（北翔）
- ジュテーム　（楠）
- 夢　アモール ：「シトラスの風」より（椎名・研）
- インディアン・ラブ・コール ：「ローズマリー」より（叶）
- 失礼な冗談ね ：喜歌劇「こうもり」より（花瀬）
- The Last Night Of The World ：「ミス・サイゴン」より（霧矢・西條）
- アイ・ガット・リズム（西條・男役）
- 唯ひとたびの ：喜歌劇「会議は踊る」より（穂波）
- 朝日の昇る前に ：「華麗なるギャツビー」より（大樹）
- Saved ：「スモーキー・ジョーズ・カフェ」より（瀧川）
- Confrontation ：「ジキル&ハイド」より（嘉月）
- 旅立ち ：「銀の狼」より（北嶋・西條）
- Sometimes I feel like a motherless child（美々）
- シナーマン　：「ノバ・ボサ・ノバ」より（霧矢&全員）

第2部
- プリテンド（全員）
- 夜のメロディー（北翔）
- 小さな花がひらいた〜もう涙とはおさらばさ ：「小さな花がひらいた」より（叶）
- Con Los Anos Que Me Quedan（椎名）
- アルゼンチンよ，泣かないで ：「エビータ」より（西條）
- Love Can't Happen ：「グランドホテル」より（美々・嘉月）
- 明日になれば ：「風と共に去りぬ」より（穂波）
- Season of Love ：「RENT」より（全員）
- そして、今 ：「アンド・ナウ!」より（楠）
- ル・ポアゾン ：「ル・ポアゾン」より（北嶋）
- 新しく生きる時 ：「シティ・ライト・メロディ」より（研）
- ザッツ・ライフ ：「ディライト・ブライト・タイム」より（大樹）
- It's A Dangerous Game ：「ジキル&ハイド」より　（瀧川・嘉月）
- Wishing You Were Somehow Here Again ：「オペラ座の怪人」より（花瀬）
- I'd Give My Life for You ：「ミス・サイゴン」より（美々）
- The Music of The Night ：「オペラ座の怪人」より（霧矢）
- Climb Ev'ry Mountain ：「サウンド・オブ・ミュージック」より（全員）

### 2001年・花組リプライズ
2001年8月30〜31日、宝塚バウホールにて公演。構成・演出：岡田敬二　音楽監督・指揮：吉崎憲治
出演：（花組）渚あき・幸美杏奈・高翔みず希・真丘奈央・眉月凰・歌花由美・絵莉千晶・彩吹真央・真竹すぐる・舞風りら・悠真倫・ふづき美世・彩風蘭・未涼亜希・遠野あすか・仙堂花歩
第1部
- ワンボイス ：「グッバイ・メリー・ゴーランド」より（全員）
- ラ・ノスタルジー ：「ラ・ノスタルジー」より（高翔）
- イントロダクション　：喜歌劇「微笑みの国」より（仙堂）
- エル・アモール ：「哀しみのコルドバ」より（幸美・真丘・絵莉）
- ひまわりの歌　：「哀しみのコルドバ」より（絵莉）
- 心はいつも ：「パパラギ」より（ふづき）
- 愛の祈り ：「西海に花散れど」より（眉月）
- 花占い ：「天使の微笑・悪魔の涙」より（彩風）
- 君はマグノリアの花の如く ：「風と共に去りぬ」より（真竹）
- 白い花がほほえむ ：「ラムール・ア・パリ」より（舞風）
- 心の翼 ：「テンダーグリーン」より（悠真）
- 私だけに ：「エリザベート」より（渚）
- 最後のダンス：「エリザベート」より（未涼）
- エデン（遠野）
- ダイヤモンドの歌 ：歌劇「ホフマン物語」より（歌花）
- この世にただ一つ ：「心中　恋の大和路」より（彩吹）

第2部
- ドリーム ：「足ながおじさん」より（幸美・真丘・彩吹・真竹・悠真・仙堂）
- What I Did For Love：「コーラスライン」より（未涼）
- ロミオとジュリエット ：「ロミオとジュリエット」より（仙堂）
- Il Mio Cuore Va：「タイタニック」より（遠野）
- ハバネラ ：歌劇「カルメン」より（真丘）
- ウィーン我が夢の街（絵莉）
- アンフォゲッタブル（高翔・舞風）
- グラナダ（悠真）
- I've never been in Love before ：「ガイズ&ドールズ」より（ふづき）
- メモリー ：「CATS」より（彩風）
- 見果てぬ夢 ：「ラ・マンチャの男」より（真竹）
- カタリ　カタリ（歌花）
- 愛の旅立ち（眉月）
- 女神よ今夜だけ ：「ガイズ&ドールズ」より（高翔）
- If I Loved You ：「回転木馬」より（渚）
- Night and Day（彩吹）
- On My Own ：「レ・ミゼラブル」より（幸美）
- 全ての山の頂を目指して ：「サウンド・オブ・ミュージック」より（全員）

### 2001年・星組
2001年10月6〜8日、宝塚バウホールにて公演。構成・演出：岡田敬二　演出：谷正純　音楽監督・指揮：吉崎憲治
出演：（星組）毬丘智美・高央りお・鳴海じゅん・朝澄けい・真飛聖・涼紫央・毬乃ゆい・水城レナ・嶺恵斗・涼乃かつき・星風エレナ・琴まりえ・祐穂さとる・千琴ひめか・高宮千夏
第1部
- Wunderbar ：「キス・ミー・ケイト」より（全員）
- Last Dance（高宮）
- トレアドール（涼）
- 心はいつも ：「パパラギ」より（涼乃）
- Lovers Green ：「PUCK」より（水城）
- 鏡の中の女の子 ：「グランドホテル」より（星風・コーラス）
- 命をあげよう ：「ミス・サイゴン」より（千琴）
- 私だけに ：「エリザベート」より（琴）
- The Last Night Of The World ：「ミス・サイゴン」より（毬丘・高央）
- 川霧の橋 ：「川霧の橋」より（嶺）
- 梅の想い ：「花幻抄」より（毬乃）
- 木洩れ日の中で〜春、名残の桜（毬丘・高央・鳴海・朝澄・真飛・涼・毬乃・水城・嶺・涼乃・星風・琴・千琴・高宮）
- 花に散り　雪に散り ：「忠臣蔵」より（祐穂）
- 花夢幻 ：「花夢幻」より（鳴海）
- 彷徨のレクイエム ：「彷徨のレクイエム」より（高央・コーラス）
- To all the girls I’ve loved before（真飛・コーラス）
- Over The Rainbow ：「オズの魔法使い」より（毬丘）
- 世界の終わる日まで ：「ジュビレーション!」より（朝澄）
- 星に願いを ：「ピノキオ」より（全員）

第2部
- 踊りあかそう ：「マイ・フェア・レディ」より（星風）
- シェルブールの雨傘 ：「シェルブールの雨傘」より（涼乃）
- All Ask Of You ：「オペラ座の怪人」より（琴・朝澄）
- I know him so well ：「チェス」より（嶺・コーラス）
- Alone Again（祐穂）
- バレンシアの想い出（スペインの花）：「誰が為に鐘は鳴る」より（鳴海・高宮）
- This is the moment ：「ジキル&ハイド」より（水城）
- かわいい坊や ：歌劇「蝶々夫人」より（千琴）
- 宝石の歌 ：歌劇「ファウスト」より（毬乃）
- 熱愛のボレロ ：「ラ・カンタータ」より（涼・コーラス）
- MacArthur Park（高宮）
- To Love You More（高央）
- All By Myself（朝澄・コーラス）
- アルゼンチンよ，泣かないで：「エビータ」より（毬丘・コーラス）
- 明日に架ける夢（真飛・コーラス）
- 愛の旅立ち（鳴海）
- Climb Ev'ry Mountain ：「サウンド・オブ・ミュージック」より（全員）

### 2002年・宙組
2002年1月12〜14日、宝塚バウホールにて公演。構成・演出：岡田敬二　音楽監督・指揮：吉崎憲治
出演：（宙組）鈴奈沙也・優花えり・風輝マヤ・久路あかり・久遠麻耶・苑みかげ・美風舞良・速水リキ・天羽珠紀・悠未ひろ・巽希和・芽映はるか・織花なるみ・風莉じん・華絵みく・真木薫
第1部
- 未来へ ：「エクスカリバー」より（全員）
- アマール・アマール ：「ノバ・ボサ・ノバ」より（速水）
- この恋は雲の涯まで ：「この恋は雲の涯まで」より（悠未）
- 仙女の祈り ：「長靴を履いた猫」より（織花）
- ラ・カンタータ! ：「ラ・カンタータ!」より（巽）
- 心はいつも ：「パパラギ」より（美風）
- 白い花がほほえむ ：「ラムール・ア・パリ」より（芽映）
- 明日へのエナジー ：「シトラスの風」より（全員）
- This is the moment ：「ジキル&ハイド」より（真木）
- エデン（華絵）
- 祈り（天羽）
- 恋の夢（鈴奈・久遠）
- かわらぬ思い ：「ブラック・ジャック 危険な賭け」より（優花）
- 星の夜に ：「サジタリウス」より（苑）
- 愛はるかに（風莉）
- 君はマグノリアの花の如く ：「風と共に去りぬ」より（久遠・コーラス）
- ああ、そはかの人か〜花から花へ ：歌劇「椿姫」より（（鈴奈・苑）
- 身も心も ：「うたかたの恋」より（久路）
- 愛の宝石 ：「ラ・ラ・ファンタシーク」より（風輝）

第2部
- アゲイン（全員）
- 追憶（苑）
- Time to say goodbye（華絵）
- As if we never said good bye ：「サンセット大通り」より（真木）
- It's All Right With Me ：「カンカン」より（天羽）
- 悔恨 ：「銀の狼」より（風輝・久路・久遠）
- Bui-doi ：「ミス・サイゴン」より（悠未・コーラス）
- Buenos Aires ：「エビータ」より（織花）
- 朝日の昇る前に ：「華麗なるギャツビー」より（速水）
- Can’t Help Falling in Love（巽）
- Il Mio Cuoreva ：「タイタニック」より（美風）
- グラナダ（風莉）
- The Music of The Night ：「オペラ座の怪人」より（芽映）
- かなわぬ夢 ：「レ・ミゼラブル」より（優花）
- これが恋（久路）
- The Rose ：「ローズ」より（風輝・コーラス）
- Angel of Music〜Think of me（鈴奈・苑）
- 愛と死の輪舞 ：「エリザベート」より（久遠）
- Climb Ev'ry Mountain ：「サウンド・オブ・ミュージック」より（全員）

### 2002年・専科エンカレッジスペシャル
2002年8月29〜30日、宝塚バウホールにて公演。構成・演出：岡田敬二　音楽監督・指揮：吉崎憲治
出演：（専科）立ともみ・矢代鴻・萬あきら・京三紗・汝鳥伶・邦なつき・一樹千尋・箙かおる
第1部
- オー マイ サンシャイン（全員）
- Luck Be A Lady ：「ガイズ&ドールズ」より（萬）
- エストレリータ ：「エストレリータ」より（邦）
- I Cain't Say No! ：「オクラホマ!」より（邦）
- この愛よ永遠に -TAKARAZUKA FOREVER- ：「ザ・レヴューII」より（一樹）
- あやめ売り（京）
- Eyes on Me ：ゲーム「ファイナルファンタジー」より（京）
- 筏流し（男役全員）
- グラナダ（汝鳥）
- おお我が人生（箙）
- Ol' Man River ：「ショウボート」より（箙）
- 想い出のサントロペ（矢代）
- 愛は君のよう（立）
- 風に立つライオン（立）

第2部
- ああ宝塚 わが宝塚 ：「レビュー・オブ・レビューズ」より（全員）
- ラスト レター（一樹）この公演のための新曲
- 空の扉（矢代）この公演のための新曲
- アコーディオン弾き（萬）
- 最後のダンス ：「エリザベート」より（萬）
- 命の別名（京）
- 宝塚わが心の故郷 ：「たからじぇんぬ」より（邦）
- Over The Rainbow ：「オズの魔法使い」より（一樹）
- 愛の宝石 ：「ラ・ラ・ファンタシーク」より（一樹）
- パリ カナイユ（立）
- 愛・それは… ：「さらばマドレーヌ」より（汝鳥）
- The Rose ：「ローズ」より（汝鳥）
- 清く正しく美しく ：「宝塚名曲選」より（箙）
- You've Got A Friend（矢代）
- 夢 (Dream)（矢代）
- ビューティフル ラブ ：「ビューティフル・ピープル」より（全員）

### エンカレッジ・スペシャルコンサート「Angels in Harmony」
2004年9月30日〜10月5日に宝塚バウホール、10月14日〜10月17日に東京芸術劇場にて公演。監修：岡田敬二　構成・演出：中村一徳　音楽：吉田優子・竹内一宏
出演：（OG）姿月あさと（専科）樹里咲穂（宙組）天羽珠紀・真木薫・遥海おおら・和音美桜・葉室ちあ理・花露すみか・真央あきと・暁郷・妃宮さくら・白峰さゆり
第1部
- Sarabande（姿月・全員）
- Angel in Music（全員）
- Mai Piu’ Cosi’Lontano（姿月・全員）
- Seasons of Love ：「レント」より（宙組生）
- Look for the Silver Lining ：「Sally」より〜Tomorrow ：「アニー」より（樹里）
- Moon Stories〜月の光の方向〜（樹里・宙組生）
- 世界の終わる日まで ：「ジュピレーション!」より（遥海）
- アイーダの信念 ：「王家に捧ぐ歌」より（葉室）
- Lover’s Concerto（天羽・真木・和音）
- Up Where We Belong－愛と青春の旅立ち（姿月・花露・真央・暁・妃宮・白峰）
- New York New York（姿月・樹里）
- Bolero（全員）
- Er Maintenant－そして今は（姿月・天羽・真木・遥海・和音・葉室）

第2部
- 組曲「惑星」より木星－快楽の神－Suite “The planets”op.32 Jupiter－The bringer of jollity－（樹里）
- Over the rainbow ：「オズの魔法使い」より（樹里）
- Man of Mancha ：「ラ・マンチャの男」より（樹里・天羽・真木・遥海・真央・暁）
- It’s All Right with Me（宙組生）
- Caravan（全員）
- Strike up the Band〜’S Wonderful（全員）
- Si’l on Revient Moins Riches（真木）
- Don’t Cry for Me Argentina ：「エビータ」より（和音）
- Gold Von Den Sternen ：「モーツァルト!」より（天羽）
- 夢幻 ：「サン・オリエント・サン」より（姿月）
- 君の名を呼べば ：「砂漠の黒薔薇」より（妃宮・白峰）
- 自由と抑制 ：「激情」より（真央・暁）
- 愛すること生きること　どうしてこんなに切ないの（天羽・真木・和音・葉室）
- So in Love（花露）
- ママ、どこにいるの? ：「エリザベート」より（遥海）
- 闇が広がる ：「エリザベート」より（姿月・樹里）
- YOUME AMOR（夢・アモール）：「シトラスの風」より（宙組生）
- Love Revue（樹里・宙組生）
- 未来へ ：「エクスカリバー」より（樹里・宙組生）
- 夢人 ：「ザ・レヴュー」より（樹里）
- 想い（全員）
- Favorite Song of All（明日へのエナジー）：「シトラスの風」より（全員）

### 2006年・月組
2006年3月17〜19日、宝塚バウホールにて公演。構成・演出：岡田敬二　音楽監督・指揮：吉崎憲治
出演 ：（月組）楠恵華・研ルイス・椎名葵・音姫すなお・青樹泉・彩那音・星条海斗・憧花ゆりの・彩橋みゆ・羽咲まな・麻華りんか・五十鈴ひかり・沢希理寿・彩星りおん・夏鳳しおり・海桐望
第1部
- OH! HAPPY DAY（全員）
- 僕こそミュージック ：「モーツァルト!」より（楠）
- 命あげよう ：「ミス・サイゴン」より（椎名）
- 私の真の愛 :「ファントム」より（夏鳳）
- Somewhere ：「ウェスト・サイド・ストーリー」より（彩橋）
- The Music Of The Night ：「オペラ座の怪人」より（海桐）
- Love Can't Happen :「グランドホテル」より（椎名・彩那）
- ランベスウォーク :「ミー・アンド・マイガール」より（全員）
- It Don't Mean A Thing（スウィングしなけりゃ意味ないね）（研・コーラス）
- 神よなぜ？:「ミス・サイゴン」より（五十鈴）
- ラ・マンチャの男 :「ラ・マンチャの男」より（沢希）
- かわいい坊や :歌劇「蝶々夫人」より（麻華）
- Luck Be A Lady :「ガイズ&ドールズ」より（星条）
- 明日に架ける夢（彩星・コーラス）
- I Feel Pretty :「ウエスト・サイド・ストーリー」より（音姫・コーラス）
- 迷いつつ：ミュージカル「アイーダ」より（羽咲）
- On My Own ：「レ・ミゼラブル」より（憧花）
- This Is The Moment ：「ジキル&ハイド」より（青樹）

第2部
- ラ・ノスタルジー ：「ラ・ノスタルジー」より（青樹・彩那）
- 鴎の歌 ：「霧深きエルベのほとり」より（楠）
- 白い花がほほえむ ：「ラムール・ア・パリ」より（椎名）
- 嵐が丘 ：「嵐が丘」より（研）
- グランド・ホテルのテーマ ：「グランドホテル」より（全員）
- カッチーニのアヴェ・マリア （羽咲）
- HOME ：「ファントム」より（彩橋・五十鈴）
- エル・アモール ：「哀しみのコルドバ」より（星条・麻華）
- 世界の終わる日まで ：「ジュビレーション!」より（海桐）
- 愛は花　君はその種子（原曲：The Rose）：（憧花）
- 心はいつも ：「パパラギ」より（麻華）
- この世にただひとつ ：「心中・恋の大和路」より（五十鈴）
- 未来へ ：「エクスカリバー」より（彩星・コーラス）
- ブルース・レクイエム ：「凍てついた明日」より（沢希）
- 仙女の祈り ：「長靴をはいた猫」より（夏鳳）
- 私だけに ：「エリザベート」より（音姫）
- 旅立ち ：「銀の狼」より（彩那・羽咲）
- 愛と死の輪舞 ：「エリザベート」より（青樹）
- Unforgettable　（研・椎名）
- 止められぬ思い ：「ゼンダ城の虜」より（楠）
- 愛の旅立ち　（研）
- Blue Moon　（全員）

### 2006年・星組
2006年4月21〜23日、宝塚バウホールにて公演。構成・演出：岡田敬二　音楽監督・指揮：吉崎憲治
出演 ：（星組）美稀千種・百花沙里・毬乃ゆい・美城れん・花愛瑞穂・天緒圭花・音花ゆり・純花まりい・麻尋しゅん・七風宇海・水輝涼・妃咲せあら・華苑みゆう・成花まりん・白妙なつ・蒼乃夕妃
第1部
- 愛の歌 ：「皇帝と魔女」より（全員）
- 愛!：「ポップ・ニュース」より（百花）
- 櫻の舞 ：「舞三代」より（毬乃）
- 心はいつも ：「パパラギ」より（蒼乃）
- バレンシアの想い出（スペインの花）：「誰がために鐘は鳴る」より（花愛・天緒）
- ポゴシプタ（会いたい）：韓国ドラマ「天国の階段」より（美城）
- Time To Say Goodbye　（白妙）
- ラバーズ・グリーン ：「PUCK」より（七風・コーラス）
- I Could Have Danced All Night（踊り明かそう）：「マイ・フェア・レディ」より（妃咲）
- Colors Of The Wind ：「ポカホンタス」より（成花）
- 私のヴァンパイア ：「薔薇の封印」より（華苑）
- 世界で一番好きな人 ：「長い春の果てに」より（純花）
- アイーダの信念 ：「王家に捧ぐ歌」より（音花）
- アイーダ強き光よ ：「王家に捧ぐ歌」より（水輝）
- アマール・アマール ：「ノバ・ボサ・ノバ」より（美稀）
- シナーマン ：「ノバ・ボサ・ノバ」より（麻尋）

第二部
- Smile　：「モダン・タイムス」より（全員）
- はじめての恋 ：「ガイズ&ドールズ」より（華苑）
- Take It On The Chin ：「ミー・アンド・マイガール」より（成花）
- Once You Lose Your Heart ：「ミー・アンド・マイガール」より（妃咲）
- ジュテーム ：「ジュテーム」より（美稀）
- ル・ポアゾン ：「ル・ポアゾン 愛の媚薬」より（全員）
- 墓場にて ：「オペラ座の怪人」より（蒼乃）
- ブルース・レクイエム ：「凍てついた明日」より（美城）
- エデン　（花愛）
- 愛の旅立ち　（天緒）
- One Voice　（全員）
- Think Of Me ：「オペラ座の怪人」より（音花）
- いのちの名前 ：「千と千尋の神隠し」より（純花）
- Love Changes Everything ：「アスペクト・オブ・ラブ」より（七風）
- 命をあげよう ：「ミス・サイゴン」より（白妙）
- 私だけに ：「エリザベート」より（毬乃）
- 鏡の中の女の子 ：「グランド・ホテル」より（百花）
- 月の雫　　（麻尋）
- 僕こそミュージック ：「モーツァルト!」より（水輝）
- 未来へ ：「エクスカリバー」より（全員）

### 2006年・花組
2006年5月5〜7日、宝塚バウホールにて公演。構成・演出：岡田敬二　音楽監督・指揮：吉崎憲治
出演：（花組）絵莉千晶・悠真倫・未涼亜希・嶺輝あやと・珠まゆら・華城季帆・初姫さあや・扇めぐむ・夕霧らい・愛純もえり・花咲りりか・望海風斗・澪乃せいら・芽吹幸奈・彩城レア・煌雅あさひ
第1部
- 忍び歌 ：「響け!わが歌」より（全員）
- 愛の燦歌 ：「源氏物語　あさきゆめみし」より（悠真）
- 花に散り雪に散り ：「忠臣蔵〜花に散り雪に散り〜」より（嶺輝）
- いつも夢見てた ：「スパルタカス」より（愛純）
- かわらぬ思い ：「ブラック・ジャック 危険な賭け」より（煌雅）
- 黒い鷲　　（夕霧）
- 青い星の上で ：「夢は世界を翔けめぐる」より（華城・望海）
- 鏡の中のつばめ （迷子の小鳥たち）（絵莉）
- 私のヴァンパイア ：「薔薇の封印」より（初姫）
- ジュテーム ：「ジュテーム」より（全員）
- And All That Jazz ：「シカゴ」より（未涼）
- プリュメ街〜心は愛に溢れて ：「レ・ミゼラブル」より（嶺輝・珠）
- The Rose ：「The Rose」より（扇）
- Amazing Grace （アメイジング・グレイス）　（澪乃）
- 星から降る金 ：「モーツァルト!」より（彩城）
- 失礼な冗談ね ：喜歌劇「こうもり」より（芽吹）
- 花から花へ ：歌劇「椿姫」より（扇・花咲）
- O Mio Babbino Caro（私のお父さん）：歌劇「ジャンニ・スキッキ」より（華城）
- 愛の歌 ：「皇帝と魔女」より（全員）

第2部
- Brotherhood Of Man（おれたちはみな兄弟）： 「ハウ・トゥー・サクシード」より（全員）
- Think Of Me ：「オペラ座の怪人」より（芽吹）
- Love Can't Happen ：「グランドホテル」より（芽吹）（彩城（ピアノ））
- エデン　　（愛純）
- This Is The Moment ：「ジキル&ハイド」より（煌雅）
- うたかたの恋 ：「うたかたの恋」より（夕霧・花咲）
- 神よ、何故？ ：「ミス・サイゴン」より（望海）
- 愛を感じて ：「ライオン・キング」より（澪乃）
- The Winner Takes It All　　（未涼・コーラス）
- 墓場にて ：「オペラ座の怪人」より（初姫）
- 何故愛せないの? ：「モーツァルト!」より（嶺輝）
- 未来へ ：「エクスカリバー」より（全員）
- 命をあげよう ：「ミス・サイゴン」より（珠）
- On My Own ：「レ・ミゼラブル」より（花咲）
- Nessun dorma （誰も寝てはならぬ）：歌劇「トゥーランドット」より（扇）
- 私だけに ：「エリザベート」より（華城）
- Les bons moments（二人の時）　（悠真）
- Time To Say Goodbye　　（絵莉）
- Joyful, Joyful　　（全員）

### 2006年・雪組
2006年8月6〜8日、宝塚バウホールにて公演。構成・演出：中村暁　音楽監督：西村耕次
出演：（雪組）山科愛・奏乃はると・柊巴・白帆凛・晴華みどり・沙央くらま・鞠輝とわ・早花まこ・夢華あやり・大凪真生・千はふり・大月さゆ・純矢ちとせ・花夏ゆりん・蓮城まこと・桜寿ひらり
第1部
- Amazing Grace　（全員）
- Love Changes Everything ：「アスペクツ・オブ・ラブ」より（柊）
- 命をあげよう ：「ミス・サイゴン」より（大月）
- Cabaret ：「キャバレー」より（桜寿）
- All I Ask Of You ：「オペラ座の怪人」より（花夏・蓮城）
- Can't Help Lovin' Dat Man ：「ショー・ボート」より（千）
- Bali-Hai ：「南太平洋」より（鞠輝）
- I Could Have Danced All Night（踊り明かそう）：「マイ・フェア・レディ」より（純矢）
- La Vie En Rose　　（奏乃）
- You Raise Me Up　　（白帆）
- Somewhere ：「ウェスト・サイド・ストーリー」より（花夏）
- On My Own ：「レ・ミゼラブル」より（夢華）
- 未来へ ：「エクスカリバー」より（大凪）
- La Pastorella　（早花）
- かなわぬ夢 ：「レ・ミゼラブル」より（晴華）
- Think Of Me ：「オペラ座の怪人」より（山科）
- 最後のダンス ：「エリザベート」より（沙央）

第二部
- タカラヅカ・グローリー ：「タカラヅカ・グローリー」より（全員）
- 影を逃れて ：「モーツァルト!」より（奏乃）
- Bui-doi ：「ミス・サイゴン」より（桜寿）
- ブルースレクイエム ：「凍てついた明日」より（鞠輝）
- We Are The Champions　　（白帆）
- 花吹雪　恋吹雪 ：「花吹雪 恋吹雪」より（蓮城）
- It's Only A Paper Moon　　（千）
- 仙女の祈り ：「長靴をはいた猫」より（花夏）
- 愛　燃える ：「愛燃える」より（柊）
- ステージ ：「夢・シェイクスピア」より（全員）
- アマール・アマール ：「ノバ・ボサ・ノバ」より（沙央）
- 心はいつも :「パパラギ」より（夢華）
- グノーのアヴェ・マリア　　（純矢）
- This Is The Moment ：「ジキル&ハイド」より（大凪）
- いつも夢見ていた ：「スパルタカス」より（大月）
- 見果てぬ夢 ：「ラ・マンチャの男」より（早花）
- アイーダの信念 ：「王家に捧ぐ歌」より（山科）
- 清く正しく美しく ：「宝塚名曲選」より（晴華）
- Joyful, Joyful　　（全員）

### 2006年・宙組
2006年9月16〜18日、宝塚バウホールにて公演。構成・演出：岡田敬二　音楽監督・指揮：吉崎憲治
出演：（宙組）美風舞良・天羽珠紀・悠未ひろ・風莉じん・大海亜呼・和音美桜・葉室ちあ理・綾音らいら・花露すみか・暁郷・香翔なおと・白峰さゆり・七海ひろき・花音舞・風羽玲亜・天風いぶき
第1部
- 未来へ ：「エクスカリバー」より（全員）
- マンリーコの恋歌 ：「炎にくちづけを」より（風羽）
- アイーダの信念 ：「王家に捧ぐ歌」より（白峰）
- 愛の真実 ：「NEVER SAY GOODBYE」より（葉室）
- 君の名を呼べば ：「砂漠の黒薔薇」より（天風）
- ラ・ノスタルジー ：「ラ・ノスタルジー」より（香翔）
- 心はいつも ：「パパラギ」より（綾音）
- アマール・アマール ：「ノバ・ボサ・ノバ」より（七海）
- 世界に求む ：「王家に捧ぐ歌」より（暁）
- されど夢 ：「鳳凰伝」より（風莉）
- 夢やぶれて ：「レ・ミゼラブル」より（花露）
- わが心に唄えば（我が心に歌えば） ：「スプリング・イズ・ヒアー」より（大海）
- O Inrante（海から生まれしもの）　（天羽）
- 清く正しく美しく ：「宝塚名曲選」より（花音）
- Nessun dorma（誰も寝てはならぬ）：歌劇「トゥーランドット」より（美風）
- Amazing Grace（アメイジング・グレイス）　（和音）
- 大いなる落日 ：「紫禁城の落日」より（悠未）
- 新しい夢 ：「大いなる遺産」より（全員）

第二部
- セピア色の写真 ：「ウォーターフロント・ララバイ」より（全員）
- My Favorite Things（私のお気に入り）：「サウンド・オブ・ミュージック」より（綾音）
- ヴァンパイア・レクイエム ：「薔薇の封印」より（風羽）
- 学生王子のセレナーデ〜ゴールデン・デイズ ：喜歌劇「学生王子」より（香翔）
- 世界のどこに ：「ファントム」より（天風）
- 夢とうつつの狭間に ：東宝版「エリザベート」より（花露）
- Et Maintenant（そして今は）　（暁）
- 千の風になって　　（和音）
- One Heart ：「NEVER SAY GOODBYE」より（白峰・七海）
- 神よ、なぜ？ ：「ミス・サイゴン」より（悠未）
- On My Own ：「レ・ミゼラブル」より（白峰）
- 私の真の愛 ：「ファントム」より（葉室）
- 愛していれば分かり合える ：「モーツァルト!」より（美風・風莉）
- ダンスはやめられない ：「モーツァルト!」より（大海）
- 命をあげよう ：「ミス・サイゴン」より（花音）
- 私だけに ：「エリザベート」より（美風）
- 瑠璃色の地球　　（天羽）
- Love Can't Happen ：「グランドホテル」より（悠未・和音）
- グランドホテル ：「グランドホテル」より（全員）

### 2007年・専科
2007年9月7〜8日、宝塚バウホールにて公演。構成・演出：岡田敬二　音楽監督・指揮：吉崎憲治
出演：（専科）立ともみ・矢代鴻・萬あきら・京三紗・一樹千尋・磯野千尋・箙かおる
第1部
- ラ・ノスタルジー ：「ラ・ノスタルジー」より（全員）
- カタリ・カタリ　（箙）
- ニューヨーク・ニューヨーク　（箙）
- フラメンコ・ロック　　（立）
- マイ・ラスト・ダンス　（立）
- 風になる　　（京）
- 友達の詩　　（京）
- ジタン・デ・ジタン ：「ジタン・デ・ジタン」より（磯野）
- So in Love　　（磯野）
- 貴婦人　　　　　（萬）
- ジプシーの恋歌　（萬）
- 星よ　　　　　　（一樹）
- Bring Him Home　　（一樹）
- All of Me　　　　　（矢代）
- A Song For You　　（矢代）

第2部
- ああ宝塚　わが宝塚 ：「レビュー・オブ・レビューズ」より（全員）
- 愛と死の輪舞 ：「エリザベート」より（萬）
- Little Boy Blue （萬）
- 離れていても　　　（矢代）
- サクラ色　　　　　（京）
- 星から降る金：「モーツァルト!」より（一樹）
- 愛の宝石 ：「ラ・ラ・ファンタシーク」より（一樹）
- サマータイム　　　　　　（磯野）
- 黒い鷲　　　　　　　　　（磯野）
- 夢の中に君がいる　　　　（矢代）
- 想い出のサントロペ　　　（矢代）
- エピローグ　　　　（箙）
- アムールそれは　　（箙）
- 私の孤独　  （立）
- ラ・マンチャの男〜ドルシネア :「ラ・マンチャの男」より（立）
- この愛よ永遠に-TAKARAZUKA FOREVER- ：「ザ・レヴューII」より（全員）
- 愛の歌 ：「皇帝と魔女」より（全員）